# 藤田和秀
藤田 和秀（ふじた かずひで、1964年2月15日 - ）は、日本の政治家。名古屋市会議員（6期）。過去には、第88代名古屋市会議長を務めた。

## 経歴
名古屋市に生まれる。名古屋市立弥富小学校、名古屋市立萩山中学校卒業。名城大学法学部卒業後、会社員となる。その後、衆議院議員公設第一秘書となった。1999年4月11日、名古屋市議会議員選挙に瑞穂区選挙区から自由民主党公認で立候補して、7人中2位で初当選を果たし、以後現在まで6選を果たす。市会では都市消防委員会委員長（2004年5月から2005年5月）、自由民主党市会議員団政調会長（2006年4月から2007年4月、2009年4月から2010年4月）、自由民主党市会議員団幹事長（2007年4月から2008年4月、2012年4月から2013年3月）、総務環境委員会委員長（2008年5月から2009年5月、2010年5月から2011年3月）、名古屋港管理組合議会企画総務委員会委員長（2009年5月から2010年5月）、公社対策特別委員会委員長（2011年6月から2012年5月）、議会運営委員会委員長（2012年5月から2013年3月）を歴任した。2013年3月22日、第88代名古屋市会議長に就任した。議長在任中に発生した減税日本の市議団幹事長による政務調査費不正受給疑惑については、減税日本の報告に対して、再報告を求めた。2014年3月20日、議長を退任した。議長退任後は自由民主党市会議員団副団長（2014年4月から2016年4月、2018年4月から2021年4月）、名古屋市監査委員（2015年5月から2016年5月）、自由民主党市会議員団団長（2016年4月から2017年4月）、大都市制度・広域連携促進特別委員会委員長（2017年5月から2018年5月）を歴任した。2021年4月より再び自由民主党市会議員団団長を務めている。

## 人物

### 同僚市議に対する暴言と暴行
2018年11月、市会の議院運営委員会が神戸市に出張に行った時に開かれた宴席で、減税日本の田山宏之に「くず・ごみ」と暴言を吐き、暴行したとの報道が2019年3月17日になってなされた。これに対して、「11月の出来事が選挙直前に騒ぎになっていることには違和感を覚える」と述べている。田山は同月22日に傷害容疑で愛知県警に刑事告訴を、26日に200万円の損害賠償を求めて減税日本と共に藤田を名古屋地裁に提訴した。減税日本の代表でもある名古屋市長の河村たかしは報道の直後に、検証委員会の設置を宣言したが、当時の市会議長から調査協力を断られている。5月15日、名古屋市民オンブズマンは藤田ほか2人が名古屋市の名誉を毀損したとして、1人あたり88万円の損害賠償を請求することを市に求める住民監査請求を起こした。6月6日、民事訴訟の第1回口頭弁論が行われ、藤田は暴言と暴行を否認して請求棄却を求めた。2020年3月3日、傷害と名誉毀損容疑で名古屋地検に書類送検された。同月13日、名古屋地検は容疑を暴行、侮辱、名誉毀損とした上で暴行は起訴猶予、侮辱と名誉毀損は嫌疑不十分で不起訴となった。
2021年7月29日、名古屋地裁は藤田に対して10万円の支払いを命じる判決を出した。藤田と田山はともに控訴。
2022年1月21日、名古屋高裁は10万円の支払いを命じた一審判決を支持し、藤田と田山の控訴を棄却した。

### 統一教会との関係
2020年と2021年、世界平和統一家庭連合（旧統一教会）の関連団体「天宙平和連合（UPF）」が主催する自転車イベント「ピースロード」の実行委員長を務めた。このうち2021年は、愛知4区の工藤彰三と共同で委員長を務めた。
2022年も実行委員長に就いたが、安倍晋三銃撃事件の影響でこの年のピースロードは中止となった。

## 著書
- 「もうひとつの学校 : 21世紀の子どもたちのグローバルサポート」（ジュピター出版、1998年）ISBN 4916029143